# ГЕС Понте-де-Педра
ГЕС Понте-де-Педра (порт. Usina Hidrelétrica Ponte de Pedra) — гідроелектростанція на півдні Бразилії на межі штатів Мату-Гросу-ду-Сул та Мату-Гросу (дериваційна система та машинний зал розташовані в останньому). Використовує ресурс Ріо-Коррентес, лівої притоки Rio-Piquiri, котра, своєю чергою, впадає зліва у Rio Sao Lourenco, що є лівою притокою Парагваю.
У межах проєкту річку перекрили земляною греблею висотою 35 метрів та довжиною 1470 метрів. Вона утримує водосховище з площею поверхні 14,5 км2 та об'ємом 111 млн м3 (корисний об'єм 35 млн м3).
Зі сховища по правобережжю проклали дериваційний канал довжиною 10 км, який подає ресурс до підземного машинного залу. Останній обладнали трьома турбінами типу Френсіс потужністю по 58,7 МВт, що при напорі 243,3 метра забезпечують виробництво 1,15 млрд кВт·год електроенергії на рік. Відпрацьована вода повертається у річку по відвідному тунелю за 2,7 км від району розташування залу.
Під час спорудження ГЕС виконали поверхневу екскавацію 3,8 млн м3 (у тому числі 1,2 млн м3 скельних порід) та підземну вибірку 310 тис. м3, а споруди станції потребували 234 тис. м3 бетону.